# Stephan Holowaty
Stephan Holowaty (* 15. September 1963 in Göppingen) ist ein deutscher Politiker der Freien Demokratischen Partei (FDP) und Kaufmann. Er war von 2017 bis 2022 Mitglied des Schleswig-Holsteinischen Landtages.

## Leben
Von 1983 bis 1988 studierte Holowaty Betriebswirtschaftslehre an der Universität Hamburg. Holowaty ist als Diplom-Kaufmann und selbständiger IT-Berater tätig. Er ist ledig und hat keine Kinder.

## Politische Ämter
2009 wurde Holowaty Mitglied der FDP. 2013 wurde er zum Vorsitzenden des FDP-Kreisverbandes Segeberg gewählt. Bei der Landtagswahl in Schleswig-Holstein 2017 gelang ihm der Einzug als Abgeordneter in den Landtag von Schleswig-Holstein über einen Listenplatz. Er kandidierte zudem im Landtagswahlkreis Segeberg-West, wo er 7,2 % der Erststimmen auf sich vereinigen konnte.
Im Landtag war er Mitglied im Europaausschuss, im Ausschuss für die Zusammenarbeit der Länder SH und HH, des Datenschutzgremiums sowie stellvertretendes Mitglied im Wirtschafts- und Verkehrsausschuss sowie im Innen- und Rechtsausschuss. Er war Sprecher der FDP-Landtagsfraktion für Europa, Digitalisierung, Verbraucherschutz und Kommunales. Als Vertreter des Landtages war er Mitglied der Ostseeparlamentarierkonferenz. Bei der Landtagswahl 2022 verfehlte er den Wiedereinzug in den Landtag.
In seiner Heimatgemeinde Henstedt-Ulzburg ist Holowaty Mitglied im Planungs-, Ortsentwicklungs- und Mobilitätsausschuss, in der Wahlperiode 2018–2023 war er Vorsitzender dieses Ausschusses als Umwelt- und Planungsausschuss. Bei der Kommunalwahl 2023 wurde er als Gemeindevertreter gewählt und ist seitdem 1. stellvertretender Vorsitzender der FDP-Fraktion.
Zudem ist Stephan Holowaty seit 2023 Vorsitzender des Landesfachausschusses Kommunalpolitik der FDP Schleswig-Holstein.
Im März 2025 wurde er als Vertreter der Gemeinde Henstedt-Ulzburg in den Hauptausschuss und die Vollversammlung des kommunit IT-Zweckverbandes Schleswig-Holstein gewählt.